# Тетрастаннид платины
Тетрастаннид платины — бинарное интерметаллическое неорганическое соединение
платины и олова
с формулой PtSn4,
кристаллы.

## Получение
- Сплавление стехиометрических количеств чистых веществ:

{\displaystyle {\mathsf {Pt+4Sn\ {\xrightarrow {522^{o}C}}\ PtSn_{4}}}}

## Физические свойства
Тетрастаннид платины образует кристаллы
ромбической сингонии,
пространственная группа A ba2,
параметры ячейки a = 0,6388 нм, b = 0,6419 нм, c = 1,1357 нм, Z = 4,
структура типа тетрастаннида палладия PdSn4
.
Соединение образуется по перитектической реакции при температуре 522°C .